# شركة الصحة القابضة
شركة الصحة القابضة (بالإنجليزية: The Health Holding Company) هي شركة حكومية سعودية تأسست بقرار مجلس الوزراء في 2 يونيو 2022. تهدف إلى تسخير كافة الإمكانات لتعزيز جودة وكفاءة الخدمات الصحية المقدمة للمواطنين. وسيمكّن من رفع فاعلية أداء المنظومة الصحية، بحيث تتولى التجمعات الصحية تقديم خدمات الرعاية الصحية المتكاملة للمستفيدين في جميع مناطق المملكة، وفقاً لنموذج الرعاية الصحية الحديث بمستوياتها المختلفة. بينما تكون وزارة الصحة جهة منظمة ومشرفة على المؤسسات الصحية العامة والخاصة.
في 23 أغسطس 2022م وافق مجلس الوزراء على نقل ملكية الأصول، ومنح الحقوق، ونقل الالتزامات والحقوق المالية والتعاقدية للدولة، ذات العلاقة بالخدمات الصحية التي تقدمها وزارة الصحة، إلى شركة الصحة القابضة أو أي من شركاتها التابعة. ويشغل ناصر الحقباني منصب الرئيس التنفيذي لشركة الصحة القابضة من 25 ديسمبر 2022.
قسمت الصحة القابضة الى تجمعات لكل منطقة (تجمع الرياض، تجمع مكة المكرمة إلخ)

## التأسيس
تعود فكرة إنشاء الشركة القابضة إلى عام 2017م، وذلك ضمن رؤية المملكة 2030، لتطوير القطاع الصحي وتعزيز الخدمات المقدمة للمواطنين والمقيمين. وفي عام 2018م قامت وزارة الصحة، بمراجعة وثيقة تأسيس شركة وطنية قابضة، لتشغيل المستشفيات التابعة لها ضمن مشروع التحول الصحي.

## مناطق الخدمة
الشركة الوطنية القابضة، تمتلك خمس شركات مقسمة على المناطق جغرافيا، بحيث تتولى الإشراف على تجمعات صحية متكاملة في جغرافيتها المحددة، لحين استقلال هذه التجمعات بشكل كامل، وبالتالي تحولها إلى منظمات رعاية متكاملة. تشمل النطاقات الجغرافية التي تغطيها الشركات كل من: «المنطقة الشمالية، والمنطقة الشرقية، والمنطقة الوسطى، والمنطقة الجنوبية، والمنطقة الغربية».

## مراحل التحول

### المرحلة الاولى
انتهت المرحلة الاولى نهاية عام 2023 بإطلاق 20 تجمعاً صحياً لخدمة المستفيدين في مختلف مناطق السعودية، وقد تم تطبيق 8 مسارات لنموذج الرعاية الصحية الحديث، وهي مسار الجلطات القلبية ومسار السكتات الدماغية ومسار الكشف المبكر لسرطان الثدي ومسار الكشف المبكر لسرطان القولون والمستقيم ومسار الإصابات البليغة ومسار السمنة عند الكبار ومسار السكري عند الكبار ومسار الرعاية التلطيفية.

### المرحلة الثانية
انتقال أول دفعة من التجمعات الصحية إلى شركة الصحة القابضة المملوكة للدولة في منتصف عام 2024 وبيّنت أن التجمعات المشمولة في هذه الدفعة هي: تجمع الرياض الصحي الثاني، وتجمع الشرقية الصحي، وتجمع القصيم الصحي وستتم جدولة انتقال جميع التجمعات الصحية إلى شركة الصحة القابضة المملوكة للدولة بشكل تدريجي على دفعات متتالية بناء على جهوزيتها خلال العامين القادمين.

## وصلات خارجية
- الموقع الرسمي